# Coenochilus angolensis
Coenochilus angolensis är en skalbaggsart som beskrevs av Moser 1912. Coenochilus angolensis ingår i släktet Coenochilus och familjen Cetoniidae. Inga underarter finns listade i Catalogue of Life.